# Lerista edwardsae
Espèce
Synonymes
- Lerista picturata edwardsae Storr, 1982

Lerista edwardsae est une espèce de sauriens de la famille des Scincidae.

## Répartition
Cette espèce est endémique du Sud de l'Australie-Méridionale en Australie.

## Étymologie
Cette espèce est nommée en l'honneur d'Adrienne Edwards.

## Publication originale
- Storr, 1982 : Four new Lerista (Lacertilia: Scincidae) from Western & South Australia. Records of the Western Australian Museum, vol. 10, no 1, p. 1-9 (texte intégral).